# Västerhus, Östersunds kommun
Västerhus är en nutida bebyggelse på Frösön i Frösö distrikt (Frösö socken) i Östersunds kommun. Den nutida bebyggelsen är rest ovanför resterna av en by som övergavs redan på 1400-talet är känd för de analyser av skelett som skett från den kyrkogård som låg vid byn. 
Byn låg i sluttningen mot Storsjön. Det levde antagligen bara tre, fyra familjer där, ca 25 till 30 människor.

## Kyrkogården
På den medeltida kyrkogården har 364 begravda människor påträffats.
På södra sidan av Västerhus kapell, där solen låg på, begravdes männen. På norra sidan begravdes kvinnorna. Det var mest barn som begravdes på kyrkogården i Västerhus. Vart tredje barn dog innan det nått ett års ålder. Barnen begravdes intill de vuxna. Men längst bort från kyrkan, vid kyrkogårdsmuren låg de odöpta fostren. Där i utkanten fanns också de sinnessjuka, även i döden utstötta ur byns gemenskap.

## Analys av de upphittade kvarlevorna
Man verkade skilja mellan korta och långa; sjuka och friska; mellan kvinnor och män. Många män hade märken efter hugg och stick. En del gick omkring med illa ihopläkta ärr. Tolv av männen hade dött av skallskador.
Det var bara de allra mest välgödda som nådde vuxen ålder. Medellivslängden var väldigt låg. Några verkligt gamla människor fanns inte. Många av byborna fick, redan som unga, ryggarna förstörda av grovarbete och tunga bördor. Kvinnorna hade ofta diskbråck och fick gå med utslitna leder. Det var nästan alltid lederna i högra kroppshalvan som blev förstörda och utslitna. De svåra sjukdomarna och de illa läkta skadorna av hugg och slag, gjorde att många blev invalider och fick släpa sig fram. Vitaminbristen gjorde att en del fick skörbjugg. Men barnen klarade sig ifrån en annan bristsjukdom - Engelska sjukan - det kan tänkas ha berott på att de fick bröstmjölk i flera år. 

### Webbkällor
- Västerhus på RAÄs karta